# Hache (serie de televisión)
Hache es una serie española de televisión original de Netflix, estrenada el 1 de noviembre de 2019 en 190 países del mundo. La serie narra la vida de una antigua prostituta que se adentra en una banda que trafica con heroína en la Barcelona de 1960. Actualmente, se han emitido 2 temporadas (2019 y 2021) de 8 y 6 capítulos cada una, con una duración de aproximadamente 45 minutos por episodio.
Producida por Weekend Studio y creada por Verónica Fernández, está protagonizada por Adriana Ugarte, Javier Rey, Eduardo Noriega, Marc Martínez, Ingrid Rubio y Pep Ambròs en su primera temporada; y por los mismos, con la excepción de Javier Rey, en la segunda.

## Sinopsis
Inspirada en los años 60, cuenta la historia de Helena, una prostituta que comienza siendo una más de las que son manipuladas por Malpica, un mafioso y jefe de la banda más grande que trafica heroína en Barcelona. Con el transcurso del tiempo, Helena aprenderá todo el proceso que el tráfico de heroína conlleva y en algún momento, terminará siendo la nueva cabeza de esta banda de tráfico. Helena se ganará la confianza y amor de Malpica hasta ver que él la traiciona y Hache se venga.

## Reparto

### Elenco principal
- Adriana Ugarte como Helena Olaya «Hache»
- Javier Rey como Salvador Malpica (temporada 1)
- Eduardo Noriega como Alejandro Vinuesa
- Marc Martínez como Arístides
- Ingrid Rubio como Celeste
- Pep Ambròs como Julio Senovilla
- Núria Prims como Camino
- Roger Casamajor como Bruno
- Marcel Borràs como Ventura
- Samuel Viyuela como Mateo
- Paolo Mazzarelli como Piero

### Elenco secundario
- Tony Zenet como Ramiro Larrocha
- Josep Julien como Eladio Pérez
- Marina Salas como Silvia Velasco
- Àlex Casanovas como Clemente Larrubia
- Séainín Brennan como Anna McVeigh
- Andrew Tarbet como Walter Kopinski
- Laia Manzanares como Sisilia
- Joana Belmonte como Tina
- Pau Durà como Sabell
- Enrico Vecchi como Frank Caruso
- Alfons Nieto como Raúl
- Anna Moliner como Mirta
- Giampiero Judica como Lucky Luciano
- Misa D'Angelo como Bianca
- Ferran Rañé como Fabià Montalban
- Adrián Grösser como Pio Manzaneda

## Temporadas y episodios
| Temporada | Temporada | Episodios | Episodios | Lanzamiento original   | Lanzamiento original   |
| --------- | --------- | --------- | --------- | ---------------------- | ---------------------- |
|           | 1         | 8         | 8         | 1 de noviembre de 2019 | 1 de noviembre de 2019 |
|           | 2         | 6         | 6         | 5 de febrero de 2021   | 5 de febrero de 2021   |

### Primera temporada (2019)
| N.º en serie | N.º en temp. | Título                       | Dirigido por      | Escrito por                         | Fecha de lanzamiento original |
| ------------ | ------------ | ---------------------------- | ----------------- | ----------------------------------- | ----------------------------- |
| 1            | 1            | «Muñecas flotando en el mar» | Jorge Torregrossa | Verónica Fernández                  | 1 de noviembre de 2019        |
| 2            | 2            | «El primer trabajo»          | Jorge Torregrossa | Verónica Fernández y Carlos López   | 1 de noviembre de 2019        |
| 3            | 3            | «El combate»                 | Jorge Torregrossa | Verónica Fernández y Santos Mercero | 1 de noviembre de 2019        |
| 4            | 4            | «El beso de la muerte»       | Fernando Trullols | Verónica Fernández y Almudena Ocaña | 1 de noviembre de 2019        |
| 5            | 5            | «Venganza»                   | Fernando Trullols | Verónica Fernández y Carlos López   | 1 de noviembre de 2019        |
| 6            | 6            | «Marsella»                   | Jorge Torregrossa | Verónica Fernández y Santos Mercero | 1 de noviembre de 2019        |
| 7            | 7            | «El tiovivo»                 | Jorge Torregrossa | Verónica Fernández y Almudena Ocaña | 1 de noviembre de 2019        |
| 8            | 8            | «Helena con H»               | Jorge Torregrossa | Verónica Fernández                  | 1 de noviembre de 2019        |

### Segunda temporada (2021)
| N.º en serie | N.º en temp. | Título             | Dirigido por               | Escrito por                                                                | Fecha de lanzamiento original |
| ------------ | ------------ | ------------------ | -------------------------- | -------------------------------------------------------------------------- | ----------------------------- |
| 9            | 1            | «La herencia»      | Jorge Torregrossa          | Argumento: Verónica Fernández Guion: Carlos López                          | 5 de febrero de 2021          |
| 10           | 2            | «El laboratorio»   | Jorge Torregrossa          | Argumento: Verónica Fernández Guion: Carlos López                          | 5 de febrero de 2021          |
| 11           | 3            | «Ojo por ojo»      | Fernando Trullols Santiago | Argumento: Verónica Fernández Guion: Antonio Mercero y Carlos López        | 5 de febrero de 2021          |
| 12           | 4            | «Soledades»        | Fernando Trullols Santiago | Argumento: Verónica Fernández Guion: Ángeles González-Sinde y Carlos López | 5 de febrero de 2021          |
| 13           | 5            | «Tiene que morir»  | Jorge Torregrossa          | Argumento: Verónica Fernández Guion: Antonio Mercero y Carlos López        | 5 de febrero de 2021          |
| 14           | 6            | «Lo mejor para ti» | Jorge Torregrossa          | Argumento: Verónica Fernández Guion: Carlos López                          | 5 de febrero de 2021          |